# کپیرآباد (کلیبر)
کپیرآباد یکی از روستاهای استان آذربایجان شرقی است که در دهستان ییلاق بخش مرکزی شهرستان کلیبر واقع شده‌است.